# Microrégion d'Osório
 (juin 2023).
Si vous disposez d'ouvrages ou d'articles de référence ou si vous connaissez des sites web de qualité traitant du thème abordé ici, merci de compléter l'article en donnant les références utiles à sa vérifiabilité et en les liant à la section « Notes et références ».
La microrégion d'Osório est une des microrégions du Rio Grande do Sul appartenant à la mésorégion métropolitaine de Porto Alegre. Elle est formée par l'association de vingt-trois municipalités. Elle recouvre une aire de 8 772,999 km2 pour une population de 325 130 habitants (IBGE - 2005). Sa densité est de 37,1 hab./km2. Son IDH est de 0,792 (PNUD/2000). Elle fait limite avec l'État de Santa Catarina et est bordée par la Lagoa dos Patos et l'Océan Atlantique.

## Municipalités[1]
- Arroio do Sal
- Balneário Pinhal
- Capão da Canoa
- Capivari do Sul
- Caraá
- Cidreira
- Dom Pedro de Alcântara
- Imbé
- Itati
- Mampituba
- Maquiné
- Morrinhos do Sul
- Mostardas
- Osório
- Palmares do Sul
- Santo Antônio da Patrulha
- Tavares
- Terra de Areia
- Torres
- Tramandaí
- Três Cachoeiras
- Três Forquilhas
- Xangri-lá

## Microrégions limitrophes
- Littoral lagunaire
- Porto Alegre
- Gramado-Canela
- Vacaria
- Araranguá (Santa Catarina)